# The Road to El Dorado
The Road to El Dorado (titulada: La ruta hacia El Dorado en España y El camino hacia El Dorado en Latinoamérica) es una comedia de animación estadounidense del año 2000 dirigida por Eric «Bibo» Bergeron y Don Paul (en su debut como directores de largometrajes), a partir de un guion de Ted Elliott y Terry Rossio, así como secuencias adicionales dirigidas por Will Finn y David Silverman. Protagonizada por Kevin Kline, Kenneth Branagh, Rosie Perez, Armand Assante y Edward James Olmos, la película sigue a dos estafadores que, tras conseguir el mapa de El Dorado en España, llegan al Nuevo Mundo. El mapa conduce a los dos hombres a la ciudad de El Dorado, donde sus habitantes los confunden con dioses.
La banda sonora incluye una partitura instrumental compuesta por Hans Zimmer y John Powell, y canciones escritas por Elton John y Tim Rice. Elton John también narra periódicamente la historia con canciones a lo largo de la película. Producida por DreamWorks Animation y estrenada por DreamWorks Pictures, fue la tercera película de animación producida por el estudio.
The Road to El Dorado se estrenó en los cines de Estados Unidos el 31 de marzo de 2000 con críticas desiguales y un bajo rendimiento en taquilla; Sin embargo, el trabajo de Zimmer recibió elogios y le valió el Critics' Choice Movie Award a la mejor banda sonora, junto a su trabajo en Gladiator. A pesar de su recepción inicial, su revaluación en años posteriores ha hecho que The Road to El Dorado se convierta en un clásico de culto.

## Argumento
La película comienza en los tiempos míticos cuando los dioses construyeron la ciudad que se le conoce como El Dorado, un pueblo lleno de oro y un paraíso terrenal como obsequio para los humanos, prometiendo regresar para purificar la ciudad.
Pronto la acción se traslada a España en el año 1519, mismo año en que el conquistador español Hernán Cortés (Jim Cummings) se prepara para embarcarse en un viaje de conquista al Nuevo Mundo en busca de recursos y riquezas. Entre tanto, unos jóvenes llamados Miguel (Kenneth Branagh) y Tulio (Kevin Kline) se dedican a robar y engañar para ganarse la vida en las calles de España. En un juego de dados, ganan múltiples partidas debido a que Tulio utiliza unos dados cargados, que siempre caerán en el número 7 que Tulio juega, sin importar cuántas veces los arrojen, pero uno de los apostadores decide ofrecerles una última apuesta, en la cual pone en juego un mapa que muestra la ruta hacia El Dorado, una antigua y legendaria ciudad que se cree hecha de oro puro. Tulio, creyendo que ganarán fácilmente, acepta apostar el dinero que ganaron previamente y se dispone a usar sus dados cargados, pero en el último momento uno de los apostadores sugiere que no usaran los dados de Tulio y que usaran unos dados normales que el apostador carga consigo, para que sea una apuesta más justa. En un principio pone algo nerviosos a Tulio y Miguel, pero, a pesar del cambio de dados, ambos jóvenes ganan la partida y se apoderan del mapa. Mientras que otro de los jugadores que había perdido previamente ve que a Tulio se le cayeron sus dados cargados, descubren que los han estafado y buscan represalias, por lo que ambos jóvenes se ven obligados a escapar de ellos y de los guardias reales y un toro bravo que los intenta embestir. Mientras tratan de evadir a sus perseguidores, ambos jóvenes deciden esconderse en unos barriles, que por azares del destino terminan a bordo del barco del despiadado Hernán Cortés, donde su tripulación pronto los apresa y son llevados ante el conquistador español, el cual les dice al dúo que cuando lleguen a Cuba, estos serán convertidos en esclavos y les ordena a sus tripulantes que los encierren en el calabozo. Mientras están encerrados, Miguel y Tulio se encuentran con Altivo, un inteligente caballo que es propiedad de Cortes y los ayuda a escapar de prisión, para momentos después conseguir provisiones y escapar a España en un bote salvavidas, pero en su defecto terminan ocurriendo una serie de eventos desafortunados que los dejan a los hombres y al caballo a la deriva. Conforme pasan los días, cuando creen que están a punto de morir de hambre y sed, el trío alcanza de forma fortuita tierra firme y casualmente en el Nuevo Mundo.
Mientras exploran la playa, Miguel observa el mapa con el camino hacia El Dorado que logró salvar y ocultar de las garras de Cortes, descubre que lo descrito en el mapa es auténtico y que si logran seguirlo puedan encontrar la legendaria ciudad y volverse muy ricos, pero Tulio decide que lo mejor será seguir con el plan original y usar el bote salvavidas para regresar a España. Sin embargo, Miguel lo anima a unirse a la búsqueda de la ciudad de oro, por lo que Tulio a regañadientes acepta seguirle la corriente. Entre los dos y el caballo parten de la playa hacia la selva, conocen a un armadillo que habían salvado de una boa, y el armadillo se une con el trío en donde comienzan a seguir los indicios del mapa y finalmente llegan a un lugar marcado en el mapa en donde solo se encuentran una piedra enorme que asumían que es El Dorado, lo que los desilusiona y comienzan a discutir, pero justo en ese momento una bellísima joven nativa llamada Chel (Rosie Perez), aparece saliendo de la cascada cercana a la pared de piedra y que acaba de robar un objeto de oro del templo y se topa con los jóvenes. Entonces unos soldados que perseguían a Chel ven a Miguel y a Tulio montados en Altivo y piensan que son los dioses que, según la profecía tallada en la roca, llegarían a purificar al pueblo maya. En el pueblo los reciben con grandes honores, en especial el sacerdote Tzekel-Kan (Armand Assante) y el jefe Tanabok (Edward James Olmos), quienes compiten por "comprar" el cariño de los dioses: el primero insiste en ofrecerles sacrificios de sangre, creyendo que eso les agradará; mientras el segundo los obsequia con toda clase de objetos de oro. Los falsos dioses prefieren las ofrendas proporcionadas por el jefe y le piden un barco para volver a España con sus tesoros. Chel descubre la farsa y Miguel y Tulio se ven obligados a darle parte de la riqueza y la promesa de que la llevaran con ellos, a partir de ese momento, Chel se convierte en su aliada y los guía por el mundo maya y sus costumbres. Uno de los pocos días que permanecen allí, juegan a Pitz, un juego que consiste en meter una "pelota" en un pequeño círculo a los dos lados de las paredes con los codos, piernas o la cadera. Miguel y Tulio ganan, pero el sacerdote les comunica que el grupo perdedor será sacrificado; de nuevo, los "dioses" se oponen y Tzekel-Kan nota que uno sangra, es decir, que no son dioses.
Después de crear un monstruo que aterroriza la ciudad, el vengativo sacerdote es vencido y se encuentra con Hernán Cortés, cree que éste era el verdadero dios y lo conduce hasta la entrada de la ciudad. Enterados del asunto Miguel, Tulio y Chel deciden ayudar a los mayas, ideando Tulio un plan para sellar la entrada de El Dorado, estrellando su barco contra los pilares de piedra que sostienen la entrada de la cueva con el cual logran proteger a la ciudad de los conquistadores españoles, aunque por desgracia estos pierden la mayor parte de su fortuna en oro por un bien mayor. Finalmente, Tzekel-Kan llega junto a Hernán Cortés y sus soldados españoles a la entrada, pero pronto descubren que la misma ya ha sido sellada, por lo que en represalias del engaño, Cortés ordena que Tzekel-Kan sea apresado y condenado a muerte, para momentos después ordenarle a sus tropas avanzar en otra dirección. Pero a medida que estos se retiran de la zona con Tzekel-Kan como prisionero, este último observa a Miguel, Tulio, Chel y Altivo ocultos detrás de las rocas mientras estos se despiden de este por su infortunio, ante esto Tzekel-Kan trata de advertirle a los españoles de la presencia de estos, pero los soldados españoles no lo escuchan y se lo llevan. Finalmente y tras acabar esta aventura Miguel, Tulio, Chel y Altivo se marchan, a la intemperie de la selva, en busca de nuevas aventuras en el Nuevo Mundo.

## Desarrollo
Poco antes del anuncio público de DreamWorks SKG en octubre de 1994, el expresidente de Disney, Jeffrey Katzenberg, se reunió con los guionistas Ted Elliott y Terry Rossio y les dio una copia del libro de Hugh Thomas conquista: Montezuma, Cortés y la caída del Viejo México, deseando hacer una película animada y ambientada en la Era del Descubrimiento. En la primavera de 1995, Elliott y Rossio idearon un tratamiento de la historia inspirado en Bob Hope y Bing Crosby Road, películas con antihéroes egoístas y cómicos que se propondrían a encontrar la Ciudad Perdida del Oro después de adquirir un mapa de su ubicación. Will Finn y David Silverman fueron originalmente los directores de la película con un estreno provisional programado para el otoño de 1999. Originalmente, la historia fue concebida como una película dramática debido a la inclinación de Katzenberg por las películas animadas a gran escala, que entraban en conflicto con los elementos alegres de la película. Esta versión de la historia concibió inicialmente a Miguel como un personaje obsceno parecido a Sancho Panza que murió, pero volvió a la vida tanto que los nativos asumieron que era un dios, así como secuencias de amor más vaporosas y ropa escasa diseñada para Chel. Elliott comparó su guion con la comedia de guerra de 1999 three kings, en la que el final trataba de la destrucción del Imperio Azteca por parte del conquistador español Hernán Cortés.
Sin embargo, mientras El príncipe de Egipto estaba en producción, Katzenberg decidió que su próximo proyecto de animación debería ser una salida de su enfoque serio y adulto, y deseaba que la película fuera una comedia de aventuras. Debido a esto, la película se puso en espera, donde se la conocía en broma como El Dorado: La ciudad perdida en espera debido a varias reescrituras. Miguel y Tulio fueron reescritos como pequeños estafadores, y el escenario de la película se cambió a un paraíso más exótico, el romance se bajó el tono y se diseñó nueva ropa para Chel. La productora Bonnie Radford explicó: "Originalmente pensamos que tendría una calificación PG-13, así que se lo dimos a ese grupo... Pero luego pensamos que no podíamos excluir a los niños más pequeños, así que tuvimos que atenuar el romance". Finn y Silverman dejaron el proyecto en 1998 después de disputas sobre la dirección creativa de la película y fueron reemplazados por Eric "Bibo" Bergeron y Don Paul. Según se informa, Katzenberg codirigió la película, aunque sin acreditar.

## Animación
Al principio de la producción, un equipo de diseñadores, animadores, productores y Katzenberg se embarcaron en viajes de investigación a México, donde estudiaron las antiguas ciudades mayas de Tulum, Chichen Itza y Uxmal con la esperanza de hacer que la arquitectura de la película se vea auténtica a la cultura precolonial mexicana.En enero de 1997, 100 animadores fueron asignados al proyecto sin embargo, debido a que el departamento de animación estaba ocupado con El príncipe de Egipto, el estudio dedicó más animadores y recursos a esa película que a Camino a El Dorado. La animación de líneas finas adicional se externalizó a Stardust Pictures en Londres y a Bardel Entertainment en Vancouver. La secuencia de creación en la película, posiblemente el número de apertura de Elton John, fue proporcionada con animación tradicional y CGI proporcionado por Pacific Data Images.

## Premios
- 2001
  - BFCA - Best Score

Además obtuvo varias nominaciones para otros premios de los cuales no ganó ninguno.

## Recepción
La película ha recibido por parte del público críticas positivas, sin embargo, los críticos fueron un poco más negativos. En Rotten Tomatoes, la película tiene un índice de aprobación del 48% según 105 reseñas y una calificación promedio de 5.49 / 10. El consenso crítico del sitio dice: "La historia predecible y los personajes delgados hicieron que la película fuera plana". En Metacritic, la película tiene un puntaje de 51 sobre 100 basado en 29 críticos, lo que indica "críticas mixtas a promedio". Las audiencias encuestadas por CinemaScore le dieron a la película una calificación promedio de "B+" en una escala de A+ a F.
Michael Wilmington, en una reseña del Chicago Tribune, resumió: "Es divertido ver esta película de una forma que no es como los dibujos animados más recientes. Si bien también es más adulta, tiene la misma sensualidad caricaturesca que las películas de "Rutas/Caminos", con su lascivia fuertemente codificada. Es una película animada, aunque no es para todos los gustos. La banda sonora de Hans Zimmer no es tan entusiasta como en El Rey León. El guión, aunque es inteligente, a menudo parece demasiado lindo y elegante, pero no es lo suficientemente emotivo".

## Taquilla
La película recaudó 12,9 millones de dólares en el primer fin de semana, ocupando el segundo lugar detrás del tercer fin de semana de Erin Brockovich. La película se cerró el 29 de junio de 2000, después de ganar 50,9 millones de dólares en los Estados Unidos y Canadá y 25,5 millones de dólares en el extranjero para un total mundial de 76,4 millones de dólares. Basado en su bruto total, The Road to El Dorado fue una decepción de taquilla, incapaz de recuperar su presupuesto de 95 millones de dólares.

## Doblaje
| Personaje     | España              | Latinoamérica          |
| ------------- | ------------------- | ---------------------- |
| Tulio         | Joel Joan           | Demian Bichir          |
| Miguel        | Jordi Pons          | Aleks Syntek           |
| Chel          | Victoria Abril      | María Fernanda Morales |
| Tzekel-Kan    | Pep Antón Muñoz     | José Lavat             |
| Hernán Cortés | Juan Carlos Gustems | Emilio Guerrero        |
| Jefe Tanabok  | Pepe Mediavilla     | Edward James Olmos     |
| Acólito       | Jordi Royo          | José Carlos Moreno     |
| Zaragoza      | Miguel Ángel Jenner | Humberto Solórzano     |
| Narrador      | Sergio Dalma        | Manuel Mijares         |